# هارون هايلمان
هارون هايلمان (بالإنجليزية: Aaron Heilman)‏ هو لاعب كرة قاعدة أمريكي، ولد في 12 نوفمبر 1978 في لوغانسبورت في الولايات المتحدة.

## وصلات خارجية
- هارون هايلمان على موقع دوري كرة القاعدة الرئيسي (الإنجليزية)
- هارون هايلمان على موقعبيزبول رفرنس.كوم (الدوري الرئيسي) (الإنجليزية)
- هارون هايلمان على موقعبيزبول رفرنس.كوم (الدوري الثانوي) (الإنجليزية)
- هارون هايلمان على موقع إي إس بي إن.كوم (أم.أل.بي) (الإنجليزية)
- هارون هايلمان على موقع مشجعي الرسوم البيانية (الإنجليزية)